# سكوت هدسون
سكوت هدسون (بالإنجليزية: Scott Hudson)‏ هو مهندس وعالم فلك أمريكي، ولد في 1959.